# ألفريدو غاتي
ألفريدو غاتي (20 يناير 1911 فيرتشيلي إيطاليا - ) هو لاعب كرة قدم إيطالي، يلعب كلاعب وسط.